# Erziehungsgeld
Erziehungsgeld war für Geburten zwischen 1. Januar 1986 und 31. Dezember 2006 eine Ausgleichsleistung des deutschen Staates für einen Elternteil, der das Kind vorwiegend erzog. Es wurde für Kinder, die seit dem 1. Januar 2007 geboren sind, durch das Elterngeld ersetzt.

## Anspruchsvoraussetzung
Der Elternteil, der Erziehungsgeld haben wollte, durfte nur einer Teilzeitarbeit von maximal 30 Stunden pro Woche nachgehen. Schüler und Studenten als Eltern durften jedoch ihrer Berufsausbildung in vollem Umfang nachgehen. Es durften bestimmte Einkommensgrenzen nicht überschritten werden.
Die Einzelheiten des Erziehungsgelds waren im Bundeserziehungsgeldgesetz geregelt, ebenso die des Erziehungsurlaubs.

## Höhe und Bezugsdauer
Bei Einführung 1986 wurde die Höhe und Bezugsdauer des Erziehungsgelds auf 600 DM für zehn Monate festgesetzt. 1988 wurde die Bezugsdauer auf zwölf Monate verlängert. Die Dauer des Erziehungsgeldbezugs wurde schrittweise bis auf zwei Jahre erhöht. Seit 1998 konnte man sich entscheiden, ob man für maximal 24 Monate den Regelbetrag beziehen wollte, oder aber das sogenannte budgetierte Erziehungsgeld für maximal zwölf Monate in größerer Höhe. 2003 betrug der Regelbetrag 307 €, das budgetierte Erziehungsgeld 460 €; zum 1. Januar 2004 wurden die Beträge auf 300 € und 450 € gesenkt.
Mit Zustimmung des Arbeitgebers war es möglich, die Elternzeit in zwei Abschnitte aufzuteilen und ein Jahr zwischen dem dritten und achten Lebensjahr des Kindes zu nehmen.

## Landeserziehungsgeld
Einige Bundesländer zahlten im 2. oder 3. Lebensjahr freiwillig ein Landeserziehungsgeld. Rechtsgrundlage sind entsprechende Landesgesetze. In Baden-Württemberg gab es für Kinder, die bis zum 30. September 2012 geboren wurden, Landeserziehungsgeld, in Mecklenburg-Vorpommern für Kinder, die bis zum 1. Mai 2002 geboren wurden. Das Landeserziehungsgeld in Thüringen konnte für Kinder in Anspruch genommen werden, die bis zum 30. Juni 2015 geboren waren. In Bayern wurde es zum September 2018 mit dem Betreuungsgeld zum Familiengeld zusammengelegt. Aktuell (Stand Februar 2023) wird es somit nur in Sachsen gezahlt.

## Existenzsicherung
Für Alleinerziehende mit Kleinkindern unter drei Jahren stellte das Erziehungsgeld eine existenzsichernde finanzielle Situation knapp oberhalb der Armutsgrenze her, da das Erziehungsgeld, anders als alle übrigen Einkommensarten, nicht auf die Sozialhilfe angerechnet wurde. Beim Übergang zum späteren Elterngeld blieb diese Situation insoweit bestehen, als der Sockelbetrag von 300 € nicht auf das Arbeitslosengeld II angerechnet wurde, wobei jedoch die Höhe und Dauer der Förderung verringert wurde. Durch das 2010 beschlossene Sparpaket wird das Elterngeld seit 2011 vollständig auf das Arbeitslosengeld II angerechnet.

## Kritik
Kritisiert wurde, dass das Erziehungsgeld Hausfrauen deutlich besser stelle als zuvor, berufstätige Mütter benachteilige und alleinstehende Mütter diskriminiere. Laut dem Soziologen Christoph Butterwegge sollten Mütter durch das Erziehungsgeld motiviert werden, sich für mehrere Jahre auf die Familienarbeit zu konzentrieren und sich hierfür aus der Erwerbsarbeit zurückzuziehen. Die Soziologin Gunhild Gutschmidt hat die Regelungen im Magazin Emma als „Mütterfalle“ bezeichnet, denn Mütter, die diese Spielräume ausschöpften, seien „als Konkurrenz um Stellen mit Aufstiegschancen praktisch ausgeschaltet“; als Alternative wurde vorgeschlagen die starre Dreijahresregelung beim Erziehungsurlaub in ein über mehrere Jahre aufteilbares Zeitkonto so umzuwandeln, dass beispielsweise beide Eltern sechs Jahre lang halbtags arbeiten könnten.

## Geschichte
Das Erziehungsgeld war 1986 an die Stelle des früher gewährten Mutterschaftsurlaubsgeldes getreten, das damals monatlich 510 DM betrug und auf das aber zuvor nur erwerbstätige Frauen Anspruch hatten und das nur sechs Monate lang gezahlt wurde. Erziehungsurlaub und Erziehungsgeld wurden aufbauend auf das Familienmodell der Versorgerehe in seiner modernisierten Form konzipiert, und nach Inkrafttreten des Gesetzes wurde das Erziehungsgeld fast ausschließlich von Frauen in Anspruch genommen.
Das Bundeserziehungsgeld wurde für Kinder, die seit dem 1. Januar 2007 geboren sind, durch das Elterngeld ersetzt. Insofern war die Bezugszeit des Erziehungsgeldes spätestens Anfang 2009 beendet.